# Оуланка (национальный парк)
«Оуланка» (фин. Oulangan kansallispuisto) — национальный парк в северной части Финляндии, в провинциях Лапландия и Северная Остроботния, между городом Куусамо (Kuusamo) и деревней Салла (Salla). Площадь — 270 км². Был создан в 1956 году, расширялся в 1982 и 1989 годах, граничит с российским парком Паанаярви. Назван в честь извилистой бурной реки Оуланка (Oulankajoki), пролегающей по территории парка.
В парке находится хорошо известный финский пешеходный маршрут Кархункиеррос (медвежья тропа), самый длинный маршрут — 80 км, доступный круглый год, а также другие маршруты.
Популярно для посещений местечко Киутакёнгяс с уникальным природным ландшафтом и речными порогами на Оуланкайоки.

## Природа и обитатели парка
Оуланка — уникальное сочетание северной, южной и восточной природы. Крутые сопки вблизи реки Оуланка (Oulanka) украшает нетронутый сосновый бор. В лесах под деревьями растет орхидея калипсо — символ национального парка. Пейзаж также представлен речными долинами с песчаными берегами и порогами, огромными болотами на севере. Парк находится под защитой Всемирного фонда защиты природы от интенсивного оленеводства. Здесь распространены виды растений и животных, находящихся под угрозой исчезновения. Русла рек и аллювиальные луга служат домом для редких видов бабочек и более сотни видов птиц. Большая часть лугов традиционно используется для оленеводства. Среди животных парка — медведь, лось, рысь и росомаха. В бурных реках водится дикая кумжа, а над водой парят оляпки и перевозчики. В глуши лесов обитают такие птицы, как беркут, орлан-белохвост, коршун, чёрный дрозд, крапивник, горихвостка обыкновенная, различные виды крошечных пеночек и такие редкие виды, как кукша и глухарь.

## Занятия
Наблюдение за птицами
На берегах рек, склонах сопок, в лесах или над водой можно увидеть бесчисленное множество птиц, которые живут здесь круглый год или прилетают летом, чтобы свить гнезда.
Рыбалка
Рыбачить с удочкой можно на реках Авентойоки (Aventojoki), Савинайоки (Savinajoki), Маанинкайоки (Maaninkajoki) и Оуланка (Oulanka), за исключением охраняемых территорий, где рыбалка запрещена. Также среди глухих лесов национального парка скрываются многочисленные озера. В них водятся окунь, хариус, щука, сиг, однако нельзя ловить редкую рыбу кумжу. Запретными местами для рыбалки являются озера Авентолампи (Aventolampi), Савилампи (Savilampi) и Хааралампи (Haaralampi).
Ягоды и грибы
В парке можно свободно собирать различные грибы и ягоды — бруснику, чернику, землянику. Также здесь встретятся диковинные северные ягоды вороника и княженика.
Сплавы
Увлекательное водное путешествие на каноэ позволит взглянуть на природу парка с другой стороны.
Велопрогулки
Прокатиться на горных велосипедах можно по 9‑километровому участку тропы «Медвежий круг» (Karhunkierros) от визит-центра «Оуланка» до водопада Таивакёнгяс (Taivalköngäs), а также по другим дорожкам общего пользования.
Лыжи и снегоступы
26 километров труднопроходимого, но завораживающего своими видами и интересного маршрута Oulangan erämaareitti покажутся нелегким испытанием даже опытным лыжникам и путешественникам на снегоступах: ведь на тропе нет лыжни и освещения, но на пути находятся две теплые избы для отдыха и площадка для разведения костра.

## Пешие маршруты
Разнообразные пешеходные маршруты располагают к увлекательному отдыху на природе круглый год.
Природная тропа Kiutakönkään polku
Протяженность 2 км. Зимой и летом по живописной тропинке, пролегающей вдоль маршрута «Медвежий круг» (Karhunkierros) по берегу реки Оуланка (Oulanka), можно выйти к бурному порогу Киутакёнгяс (Kiutaköngäs).
Тропа Könkään kuohu
Протяженность 150 м. По ровной и пологой дорожке будет удобно гулять людям с ограниченными возможностями и семьям с маленькими детьми.
Кольцевой маршрут Kanjonin kurkkaus
Протяженность 6 км. На пути кольцевого маршрута, проходящего сквозь леса в северной части национального парка, встретится множество интересных препятствий: холмы, овраги, болота, ручьи и завораживающий каньон.
Природный маршрут «Малый медвежий круг» (Pieni Karhunkierros)
Протяженность 12 км. Увлекательное приключение среди захватывающих пейзажей вдоль берегов реки Китка (Kitkajoki) подойдет для однодневного похода. Однако местами встретятся сложные испытания: предстоит преодолеть три висячих моста, деревянные настилы и лестницы.
Пешеходный маршрут «Медвежий круг» (Karhunkierros)
Протяженность 80 км. Один из самых популярных в Финляндии туристических маршрутов проведет вас к красивейшим видам национального парка «Оуланка». Целиком он рассчитан примерно на 4-5 дней, но можно устроить поход лишь на отдельном его участке. На пути встретятся шесть висячих мостов, а также деревянные настилы, лестницы и мостки. Вопреки названию, тропа не является кольцевой — она идет по парку с севера на юг, а попасть на неё можно из нескольких точек.

## Достопримечательности
1. Визит-центр «Оуланка» — самое сердце национального парка. Здесь открыта выставка, рассказывающая о природе края и его обитателях, доступна информация о маршрутах и достопримечательностях, также можно найти карты, рыболовные лицензии и снаряжение.
2. Природный центр «Кархункиеррос» находится в начале знаменитого туристического маршрута «Медвежий круг» (Karhunkierros) и предназначен для тех, кто собирается отправиться в северную часть парка.
3. Инфо-центр «Кархунтассу», расположенный в городе Куусамо (Kuusamo), располагает подробной информацией о национальном парке, о самом городе и центре фотографии Ханну Хаутала — знаменитого фотографа-натуралиста и защитника природы северо-восточной Финляндии.
4. Визит-центр «Хаутаярви»
5. Порог Киутакёнгяс (Kiutaköngäs) длиной 325 метров расположен всего в километре пути от визит-центра «Оуланка».
6. Каньон реки Оуланка — таинственное ущелье с крутыми скалистыми берегами, которое находится примерно в 2 км от парковки Савилампи (Savilampi).
7. Порог Нискакоски (Niskakoski). Один из 9 висячих мостов национального парка перекинут над порогом реки Китка (Kitkajoki) в южной части национального парка. От кемпинга и парковки в деревне Йуума (Juuma) нужно пройти всего 200 метров.
8. Водопад Юрявя (Jyrävä). Через 3,5 км от парковки в деревне Йуума (Juuma) природная тропа «Малый медвежий круг» (Pieni Karhunkierros) выводит к потрясающему виду на величественный 9‑метровый водопад на реке Китка (Kitkajoki).

## Места для ночевки
Палатки и навесы
На территории национального парка можно бесплатно поставить палатку или разместиться под деревянным навесом на специально обустроенных площадках. Желательно останавливаться с палаткой в одном месте не более двух ночей подряд.
Лесные избушки
В парке «Оуланка» находится 7 избушек для ночлега и 2 домика для остановки на дневной отдых. Большинство из них расположено вдоль маршрута «Медвежий круг» (Karhunkierros). Информацию о размещении в избушках можно узнать в визит-центре.
Кемпинг
В центральной части парка на маршруте «Медвежий круг» (Karhunkierros) в течение всего лета работает кемпинг. Остановиться на ночь можно также в кемпингах или арендуемых коттеджах в деревне Йуума (Juuma).
Туристические комплексы
Различные возможности проживания доступны для туристов в городе Куусамо и на горнолыжном курорте Рука, расположенном в 22 километрах от национального парка.

## Правила нахождения в национальном парке
Костры
Разведение огня в парке допускается только в специально предназначенных местах. Здесь есть жаровни и заготовленные дрова.
Мусор
В парке не принято оставлять мусор. Горючие отходы можно сжечь в костре, пищевые отходы выбросить в биотуалет, прочий мусор — вынести к специальным контейнерам, расположенным у входа в парк.
Животные
Домашних животных можно выгуливать в парке только на поводке. Охота в национальном парке запрещена.
Транспорт
Передвигаться на моторных транспортных средствах можно только по специально обозначенным на карте дорогам.